# Herdenkingsmunten van € 2 (2008)
Hieronder staat een lijst van herdenkingsmunten van twee euro met slagjaar 2008.
| Afbeelding | Land         | Ter gelegenheid van                                                           | Oplage     | Datum uitgave     |
| --- | ------------ | ----------------------------------------------------------------------------- | ---------- | ----------------- |
| | Duitsland    | De St. Michaelis Kerk in Hamburg, Hamburg (derde uit de 'Bundesländer'-serie) | 30.513.630 | 1 februari 2008   |
| Omschrijving: De munt toont de barokkerk van St. Michaelis, in de volksmond de “Michel” genoemd. Het is een symbool van de stad en de bondsstaat Hamburg, zoals ten uitdrukking komt in het opschrift onder de afbeelding. Het jaar van uitgifte, 2008, de 12 sterren van de Europese Unie en de woorden ‘BUNDESREPUBLIK DEUTSCHLAND’ staan langs de buitenrand. Het muntteken “A”, “D”, “F”, “G” of “J” staat rechtsboven op de munt en de initialen van de ontwerper “OE” (Erich Ott) er rechtsonder. |              |                                                                               |            |                   |
| |              |                                                                               |            |                   |
| | Luxemburg    | Château de Berg (vijfde uit de 'Luxemburgse dynastie'-serie)                  | 1.042.000  | 1 februari 2008   |
| Omschrijving: Op de munt zijn groothertog Hendrik en het Château de Berg, zijn officiële residentie, afgebeeld. Boven in het ontwerp staat het jaar van uitgifte, 2008, met daarnaast het muntteken en het teken van de graveerwerkplaats. Onder in het ontwerp is het woord 'LËTZEBUERG' weergegeven. Langs de buitenrand van de munt zijn de twaalf sterren van de Europese Unie afgebeeld. |              |                                                                               |            |                   |
| |              |                                                                               |            |                   |
| | Slovenië     | 500ste geboortedag van Primož Trubar.                                         | 1.000.000  | 26 mei 2008       |
| Omschrijving: In het binnenste gedeelte van de munt staat de beeltenis van Primož Trubar, links van opzij gezien. Aan de linkerzijde zijn in twee halve cirkels de opschriften „PRIMOŽ TRUBAR” en „1508-1586” gegraveerd. Rechts onderaan staat in een halve cirkel het opschrift „SLOVENIJA 2008”. Langs de buitenrand van de munt zijn de twaalf sterren van de Europese Unie afgebeeld. |              |                                                                               |            |                   |
| |              |                                                                               |            |                   |
| | België       | 60ste verjaardag van de Universele Verklaring van de Rechten van de Mens      | 5.018.000  | 12 juni 2008      |
| Omschrijving: In het binnenste gedeelte zijn gebogen lijnen afgebeeld die vertrekken vanuit een rechthoek waarin het cijfer 60 staat. Bovenaan bevindt zich het jaartal 2008 en onderaan het opschrift „UNIVERSAL DECLARATION OF HUMAN RIGHTS”. De naam van het land in de drie officiële talen „BELGIE — BELGIQUE — BELGIEN” staat onderaan in een halve cirkel. Links is het muntteken te zien en rechts het teken van de muntmeester. Op de rand zijn de twaalf sterren van de Europese Unie afgebeeld. |              |                                                                               |            |                   |
| |              |                                                                               |            |                   |
| | San Marino   | Europees Jaar van de Interculturele Dialoog                                   | 130.000    | 1 juli 2008       |
| Omschrijving: In het binnenste gedeelte van de munt zijn de verschillende culturen van de vijf continenten afgebeeld die op het Europese continent voorkomen. Deze culturen worden gesymboliseerd door vijf menselijke silhouetten en de heilige geschriften van de diverse gemeenschappen. Het geheel wordt gecompleteerd door de boogvormige inscriptie „SAN MARINO” met daaronder het jaartal 2008 aan de bovenzijde en de boogvormige inscriptie „ANNO EUROPEO DEL DIALOGO INTERCULTURALE” en de initialen „E.L.F.” van ontwerper Ettore Lorenzo Frapiccini aan de onderzijde, met links daarvan het muntteken „R”. Langs de buitenrand van de munt zijn de twaalf sterren van de Europese Unie afgebeeld. |              |                                                                               |            |                   |
| |              |                                                                               |            |                   |
| | Frankrijk    | Voorzitterschap Europese Unie                                                 | 20.084.936 | 1 juli 2008       |
| Omschrijving: In het midden van de munt staat het opschrift: „2008 PRÉSIDENCE FRANÇAISE UNION EUROPÉENNE RF”. Het muntteken en het muntmeesterteken bevinden zich respectievelijk links en rechts onderaan. Op de rand zijn de twaalf sterren van de Europese vlag afgebeeld. |              |                                                                               |            |                   |
| |              |                                                                               |            |                   |
| | Portugal     | 60ste verjaardag van de Universele Verklaring van de Rechten van de Mens      | 1.025.000  | 18 september 2008 |
| Omschrijving: In het binnenste gedeelte van de munt is aan de bovenzijde het Portugese wapen afgebeeld met daaronder de naam van de uitgevende staat „PORTUGAL” en het jaartal 2008. De onderste helft van het middengedeelte is een geometrisch ontwerp. De binnenrand bestaat voor twee derde uit een langs de onderzijde lopende inscriptie: „60 ANOS DA DECLARAÇÃO UNIVERSAL DOS DIREITOS HUMANOS”, gevolgd door (in kleine letters): „Esc. J. Duarte INCM”. Langs de buitenrand van de munt zijn de twaalf sterren van de Europese Unie afgebeeld. |              |                                                                               |            |                   |
| |              |                                                                               |            |                   |
| | Finland      | 60ste verjaardag van de Universele Verklaring van de Rechten van de Mens      | 1.500.000  | 1 oktober 2008    |
| Omschrijving: In het binnenste gedeelte van de munt is een menselijke figuur afgebeeld die zichtbaar is door een hartvormig gat in een stenen muur. Onder het hart staat de tekst „HUMAN RIGHTS”. Het jaartal „2008” is boven het hart gegraveerd. De vermelding van het land van uitgifte „FI”, de letter „K” (initiaal van de ontwerper Tapio Kettunen) en het muntteken bevinden zich onderaan het ontwerp. Langs de buitenrand zijn de twaalf sterren van de Europese vlag afgebeeld. |              |                                                                               |            |                   |
| |              |                                                                               |            |                   |
| | Vaticaanstad | Jaar van Sint Paulus                                                          | 106.084    | 15 oktober 2008   |
| Omschrijving: Het binnenste gedeelte stelt de bekering van Sint-Paulus voor: onderweg naar Damascus, dat op de achtergrond is weergegeven, wordt Sint-Paulus verblind door een licht uit de hemel en valt hij van zijn steigerend paard. De afbeelding wordt omringd door twee boogvormige inscripties: links de naam van de uitgevende staat „CITTÀ DEL VATICANO” en rechts het opschrift „ANNO SANCTO PAULO DICATO”. Rechts staan het jaar van uitgifte „2008”, het muntteken „R” en de naam van de ontwerper „VEROI”, helemaal onderaan de initialen van de graveur Luciana De Simoni „L.D.S. INC.”. Langs de buitenrand zijn de twaalf sterren van de Europese vlag afgebeeld.                             |              |                                                                               |            |                   |
| |              |                                                                               |            |                   |
| | Italië       | 60ste verjaardag van de Universele Verklaring van de Rechten van de Mens      | 2.500.000  | 10 december 2008  |
| Omschrijving: In het binnenste gedeelte van de munt zijn een man en een vrouw afgebeeld met een olijftak, een korenaar, een tandrad en prikkeldraad, die symbool staan voor het recht op vrede, voedsel, werk en vrijheid. Voorts is het cijfer „60°” te zien in de vorm van een ketting bestaande uit gebroken ringen. In het midden de initialen „RI” van de uitgevende staat, links het jaartal 2008, rechts de initialen „MCC” van ontwerpster Maria Carmela Colaneri en het muntteken „R” en onder een cartouche met het opschrift „DIRITTI UMANI”. Langs de buitenrand van de munt zijn de twaalf sterren van de Europese Unie afgebeeld.                                                                |              |                                                                               |            |                   |